# 데비 피터슨
데비 피터슨(Debbi Peterson, 1961년 8월 22일 ~ )은 미국의 드러머, 가수이다. 밴드 뱅글스의 멤버이다.